# 有馬頼之
有馬 頼之（ありま よりゆき、1870年11月29日〈明治3年閏10月7日〉 - 1917年〈大正6年〉5月1日）は、明治から大正期の政治家、華族。貴族院子爵議員。勲等は勲三等。

## 経歴
久留米藩主・有馬頼咸の七男として生まれる。旧吹上藩有馬家当主・瑤光院（鎮、有馬氏郁未亡人）の養子となり、1877年（明治10年）12月20日に家督を継承。1884年（明治17年）7月8日に子爵を叙爵した。
1886年（明治19年）ドイツ帝国に留学。1902年（明治35年）6月13日、貴族院子爵議員補欠選挙で当選し、死去するまで在任した。会派は研究会に所属した。

## 栄典
- 1915年（大正4年）12月28日 - 従三位[8]

## 親族
- 妻 有馬藤子（京極朗徹長女）[1]
- 長男 有馬聰頼（吉之助、子爵）[1]
- 二男 有馬宗嗣[1]
- 三男 慈光寺宗英（慈光寺仲敏養子）[1]
- 長女 綾小路雪子（綾小路護夫人）[1]